# De Witt (Arkansas)
De Witt é uma cidade localizada no estado americano de Arkansas, no Condado de Arkansas.

## Demografia
Segundo o censo americano de 2000, a sua população era de 3552 habitantes.
Em 2006, foi estimada uma população de 3377, um decréscimo de 175 (-4.9%).

## Geografia
De acordo com o United States Census Bureau, a localidade tem uma área de 6,7 km², sem área coberta por água. De Witt localiza-se a aproximadamente 58 m acima do nível do mar.

## Localidades na vizinhança
O diagrama seguinte representa as localidades num raio de 36 km ao redor de De Witt.